# Skinned (альбом B-Thong)
Skinned — перший повноформатний альбом шведського гурту B-Thong, виданий у 1994 році нідерландським лейблом Mascot Records. Продюсером альбому став Роберто Лаггі, над оформленням видання працював Патрік Сундстрем.
На пісню Schizophrenic Pavement було відзнято відеокліп, що потрапив до ротаціі на телеканалу MTV у блоці важкої музики Headbangers Ball. Режисером кліпу став Патрік Уллаеус.

## Список пісень
| #   | Назва                    | Тривалість |
| --- | ------------------------ | ---------- |
| 1.  | «S.F.M.»                 | 2:07       |
| 2.  | «Fatal Accusation»       | 2:34       |
| 3.  | «Godslave»               | 4:31       |
| 4.  | «Schizophrenic Pavement» | 1:59       |
| 5.  | «No More»                | 2:40       |
| 6.  | «Violent Blows»          | 3:24       |
| 7.  | «Floodgate»              | 4:34       |
| 8.  | «Stained»                | 2:41       |
| 9.  | «My Opinion»             | 4:44       |
| 10. | «Power Ranger»           | 3:05       |
| 11. | «Days of Blood»          | 6:14       |
| 12. | «Taking You Home»        | 3:08       |
| 13. | «Under My Nails»         | 4:29       |
| 14. | «Justice Seeker»         | 4:46       |

## Склад гурту
- Тоні Єленкович — вокал
- Стефан Турессон — гітара
- Ларс Геглунд — бас-гітара
- Морган Петтерсон — ударні